# Hygrophilinae
Hygrophilinae Nees, 1832 è una sottotribù di piante angiosperme appartenenti alla famiglia delle Acantacee.

## Etimologia
Il nome della sottotribù deriva dal suo genere tipo Hygrophila R.Br., 1810 il cui nome deriva da due parole greche hygros ( = umido, acqua, bagnato) e philos ( = amico, favorevole, amorevole) ossia piante di habitat umidi o bagnati.
Il nome scientifico della sottotribù è stato definito dal botanico, entomologo e fisico tedesco Christian Gottfried Daniel Nees von Esenbeck (Reichelsheim, 14 febbraio 1776 – Breslavia, 16 marzo 1858) nella pubblicazione "Plantae Asiaticae Rariores: or, Descriptions and figures of a select number of unpublished East Indian plants. London -  3: 75. 15 Aug 1832" del 1832.

## Descrizione

### Portamento

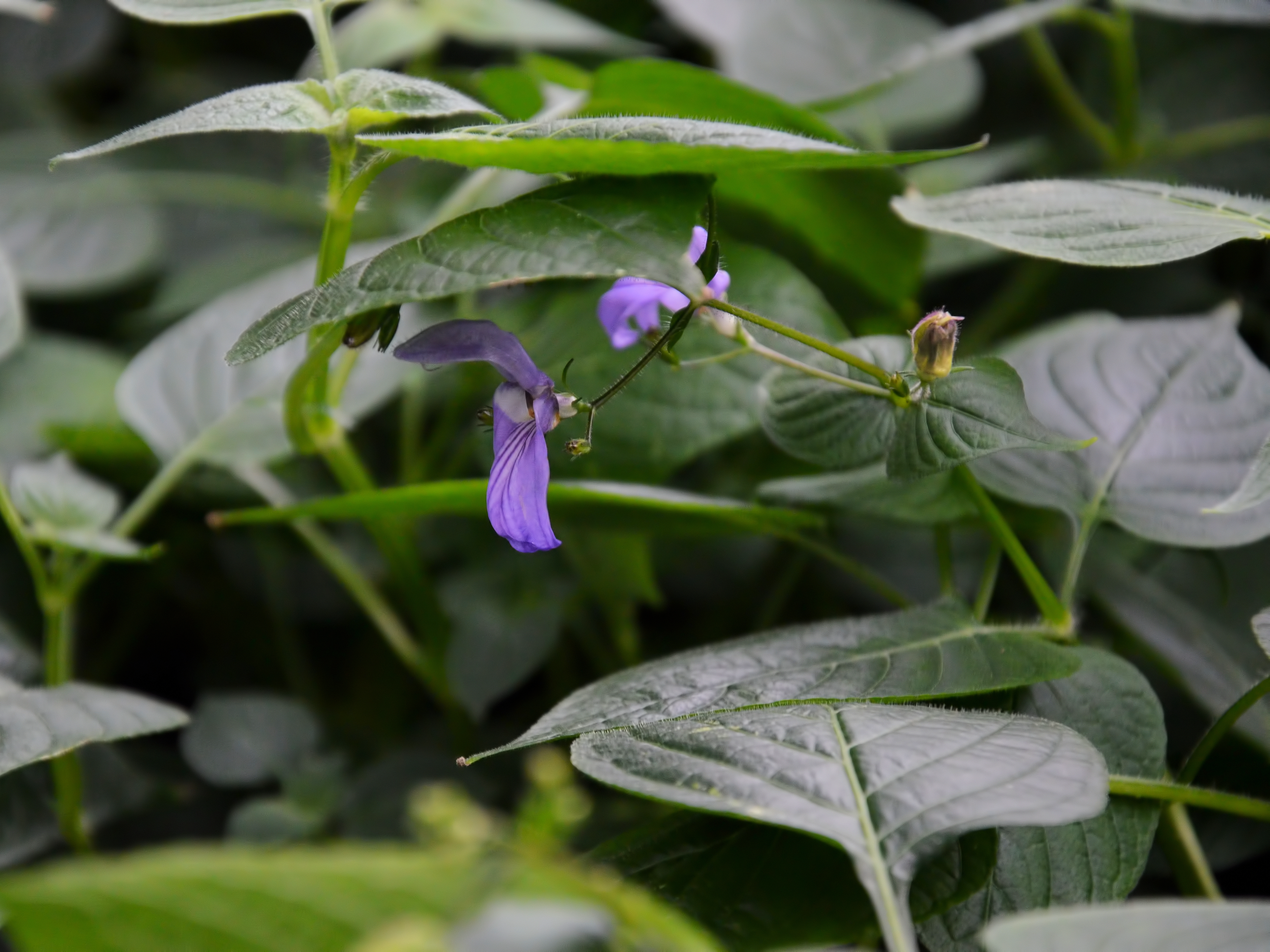
Il portamento
Brillantaisia lamium

Il portamento delle specie di questa sottotribù è erbaceo (annuale o perenne), arbustivo o formato da piccoli alberi (fino a 2 metri in Brillantaisia). In Hygrophila il portamento è spesso acquatico (piante igrofile). I fusti sono irsuti ed hanno una sezione quadrangolare a causa della presenza di fasci di collenchima posti nei quattro vertici. Nelle varie parti vegetative sono presenti dei glicosidi fenolici spesso in composti iridoidi, alcaloidi e diterpenoidi; sono presenti inoltre i cistoliti e spine ascellari.

### Foglie

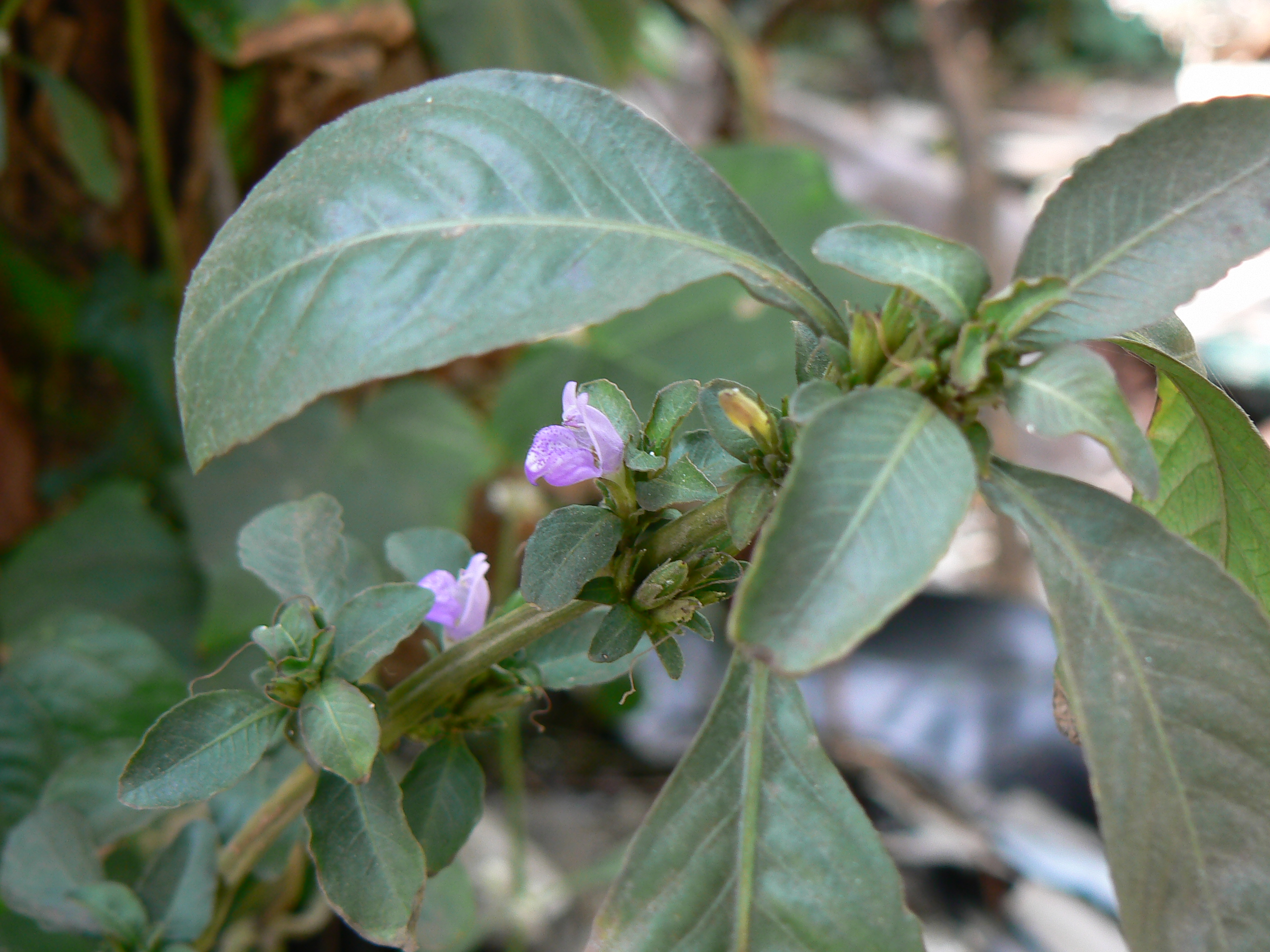
Le foglie
Hygrophila angustifolia

Le foglie, sessili o brevemente picciolate, lungo il caule normalmente sono disposte in modo opposto. La lamina è cuoriforme oppure varia da ovata a lineare. Il margine è intero, crenato o ondulato.

### Infiorescenze

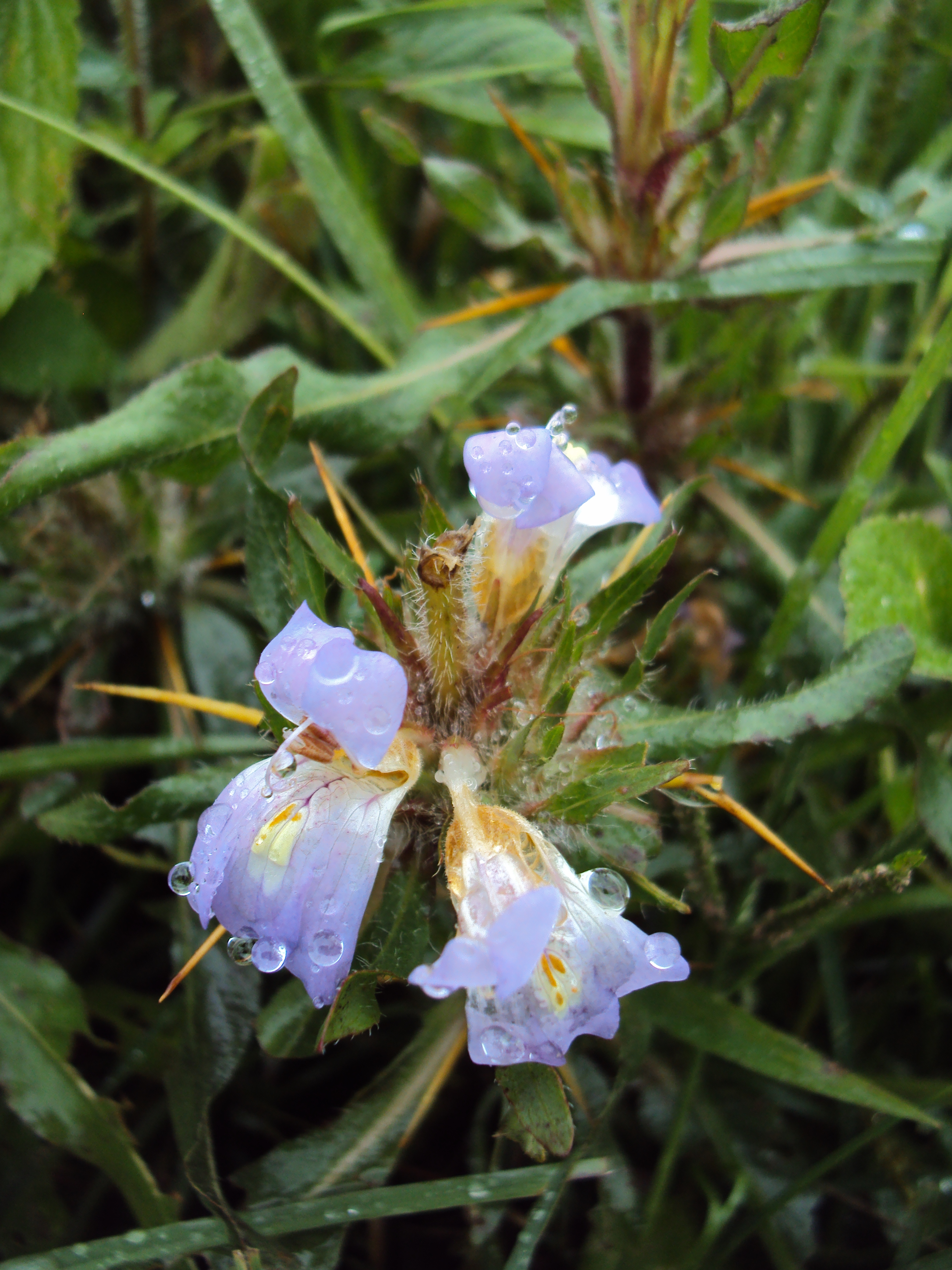
Infiorescenza
Hygrophila auriculata

Le infiorescenze sono terminali o ascellari e in genere sono lasse (pochi fiori sessili) con forme panicolate o di spighe o semplicemente i fiori sono agglomerati. In alcune specie sono verticillate. Nelle infiorescenze sono presenti delle brattee simili a foglie. Le bratteole possono essere sia presenti che assenti.

### Fiori

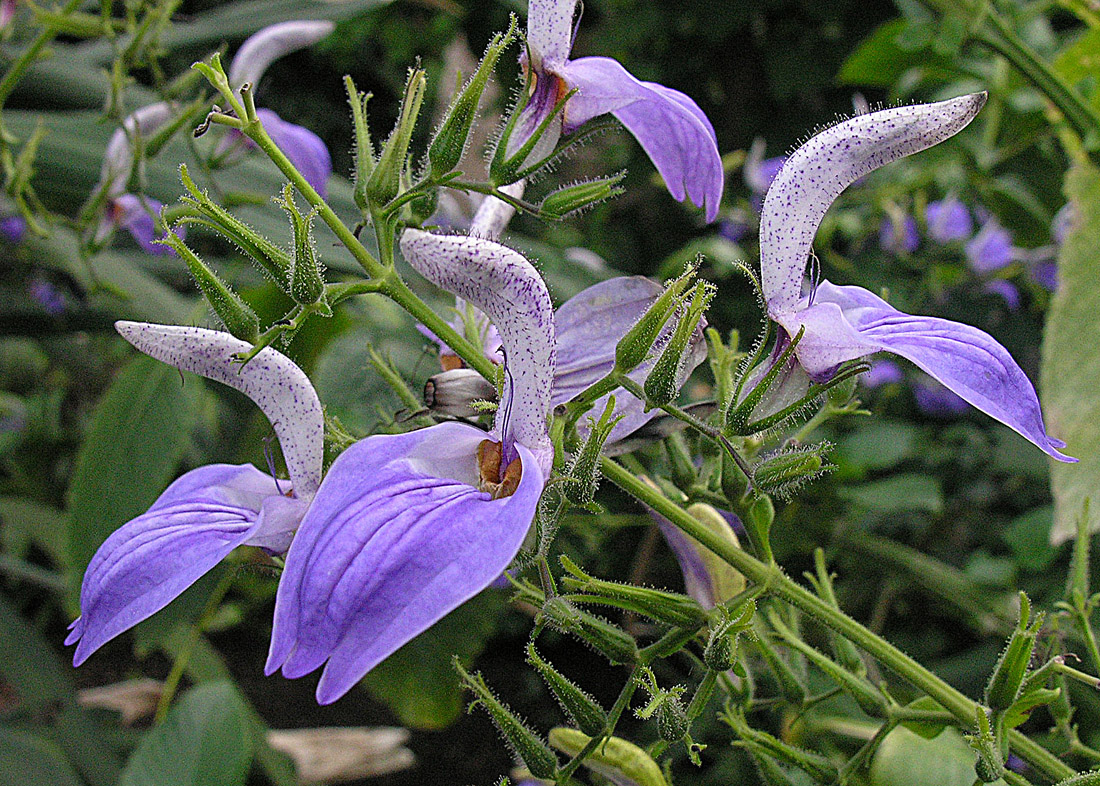
I fiori
Brillantaisia nyanzarum

I fiori sono ermafroditi e zigomorfi; sono inoltre tetraciclici (ossia formati da 4 verticilli: calice– corolla – androceo – gineceo) e pentameri (i verticilli del perianzio hanno più o meno 5 elementi ognuno).
- Formula fiorale:[7]

X, K (5), [C (2+3), A 2+2 o 2] G (2/supero), capsula
- Il calice, gamosepalo, è formato da 5 profondi lobi (calice più o meno attinomorfo). In alcune specie un lobo è più lungo e più largo degli altri.

- La corolla, gamopetala e zigomorfa, è formata da un (più o meno lungo) tubo cilindrico terminate con 5 lobi con forme bilabiate. Il labbro superiore ha due lobi ricurvi, quello inferiore ne ha tre. A volte i lobi inferiori sono riflessi; altre volte la parte apicale dei lobi può essere superficialmente dentata. In alcune specie le corolle sono ventricose. Durante la gemmazione i lobi sono contorti. I colori sono viola o bianco (a volte in Brillantaisia le due labbra hanno colori diversi: viola quelle inferiori e bianche quelle superiori).

- L'androceo in Brillantaisia è formato da 2 stami fertili e altri due staminoidi; in Hygrophila sono presenti 2 o 4 stami didinami. Gli stami sono adnati alla corolla. Le antere hanno due teche parallele, separate e con inserzioni uguali. È presente un disco nettarifero.

- Il gineceo è formato da un ovario supero bicarpellare (a due carpelli connati - ovario sincarpico) e quindi biloculare e superficie glabra. La placentazione in generale è assile. Ogni loggia può contenere 3 o più ovuli. Gli ovuli possono essere anatropi o campilotropi con un solo tegumento e sono inoltre tenuinucellati (con la nocella, stadio primordiale dell'ovulo, ridotta a poche cellule).[11] Lo stilo è filiforme, glabro o pubescente, con un solo stigma intero o bidentato.

### Frutti
I frutti sono delle capsule lineari-ellissoidi (simili a baccelli allungati). I semi, molti, hanno delle forme discoidi con superficie ricoperta da lunghi tricomi mucillaginosi. I semi sono provvisti di un funicolo persistente (il retinacolo è uncinato). L'endosperma in genere è assente. La deiscenza dei frutti è elastica (derivata dalla particolare placentazione dell'ovario).

## Biologia
Le specie di questo raggruppamento si riproducono prevalentemente per impollinazione tramite insetti quali api, vespe, falene e farfalle (impollinazione entomogama), ma anche tramite uccelli quali colibrì (impollinazione ornitogama). L'articolazione dei lobi della corolla consente un movimento rotatorio che porta gli stami a contatto con i visitatori floreali (insetti pronubi)..
La dispersione dei semi avviene inizialmente a causa del vento (dispersione anemocora); una volta caduti a terra sono dispersi soprattutto da insetti tipo formiche (mirmecoria). Sono possibili anche dispersioni tramite animali (dispersione zoocora).

## Distribuzione e habitat
Il genere Brillantaisia è diffuso nell'Africa tropicale e in Madagascar, mentre il  genere Hygrophila ha una distribuzione subcosmopolita, essendo presente nelle aree tropicali di America, Africa, Asia e Oceania.

## Tassonomia
La famiglia delle Acantacee comprende 208 generi con oltre 4.500 specie. La famiglia è suddivisa in 4 sottofamiglie; la sottotribù Hygrophilinae appartiene alla sottofamiglia Acanthoideae (tribù Ruellieae).

### Generi
La sottotribù si compone di 2 generi e circa 90 specie:
- Brillantaisia P.Beauv. (14 spp.)
- Hygrophila R.Br. (77 spp.)

### Alcune specie

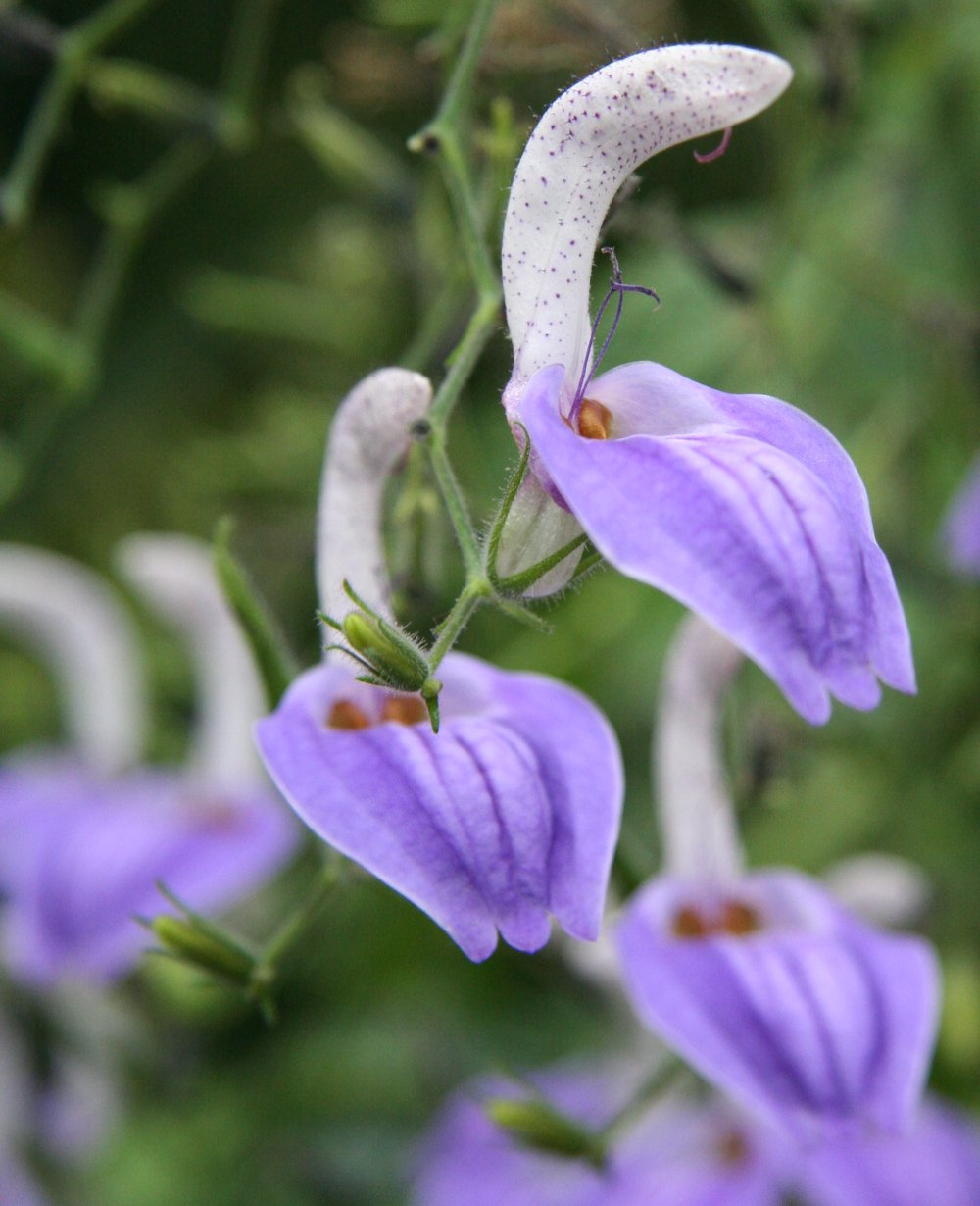
Brillantaisia owariensis
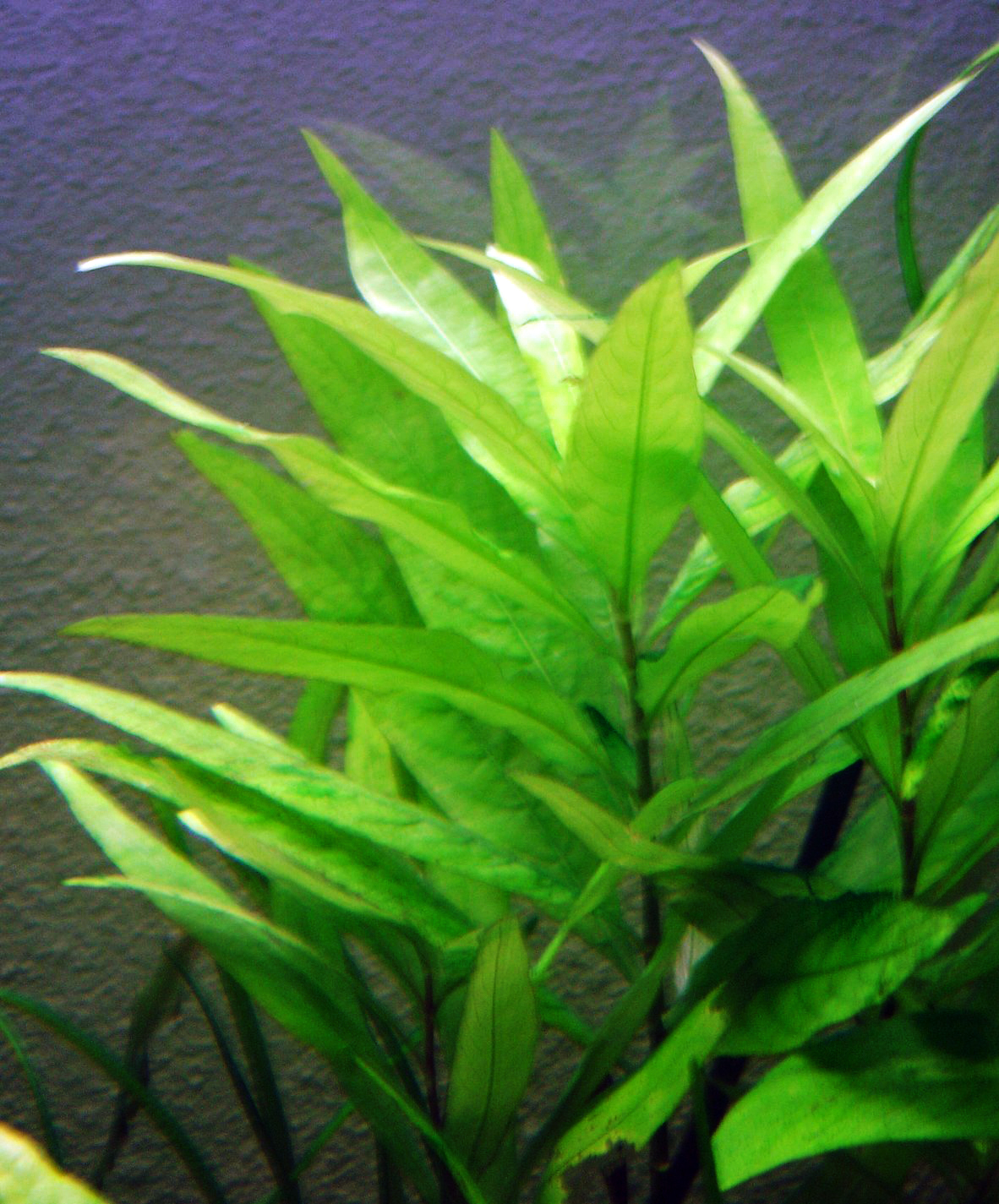
Hygrophila corymbosa
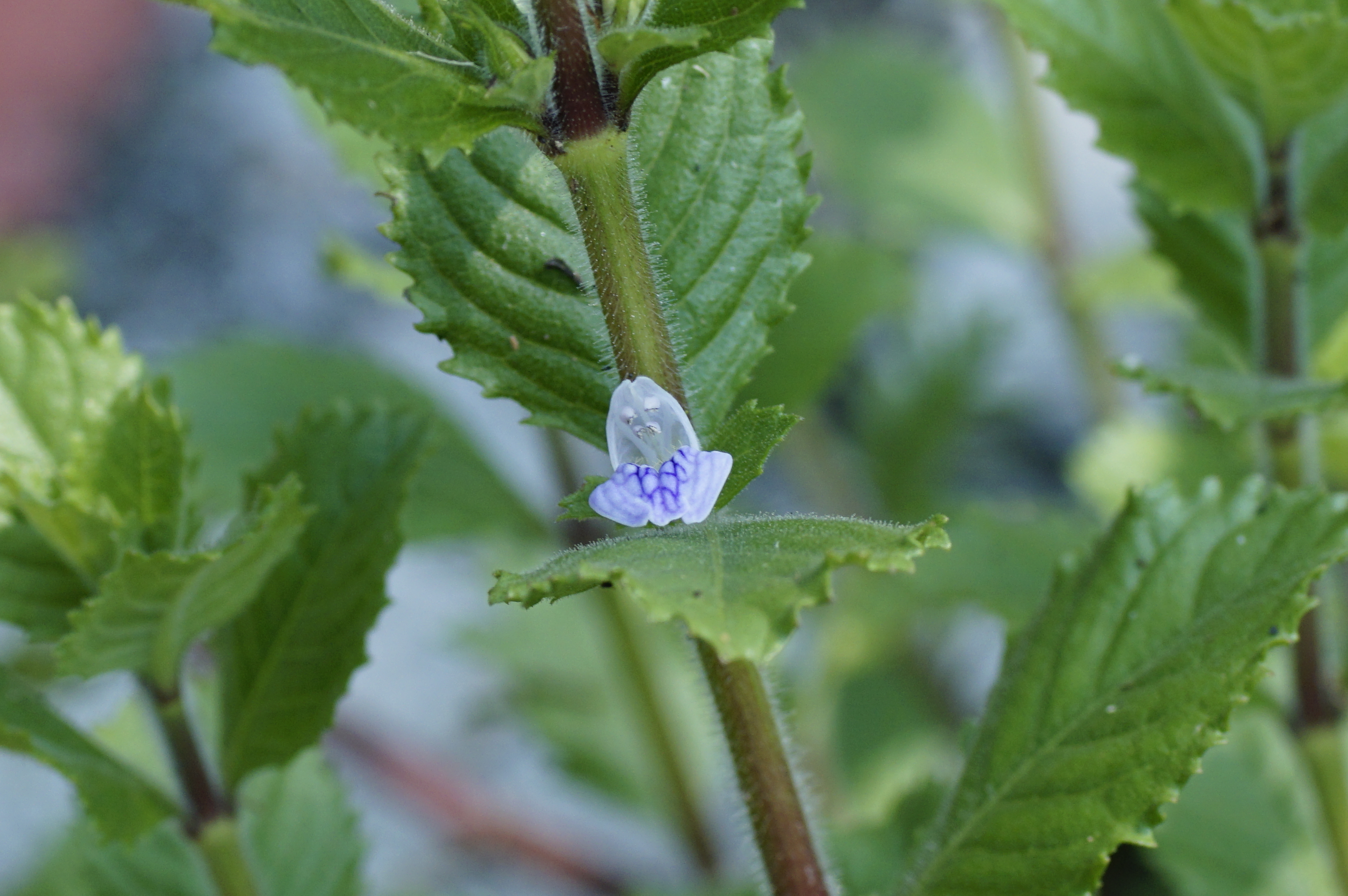
Hygrophila difformis
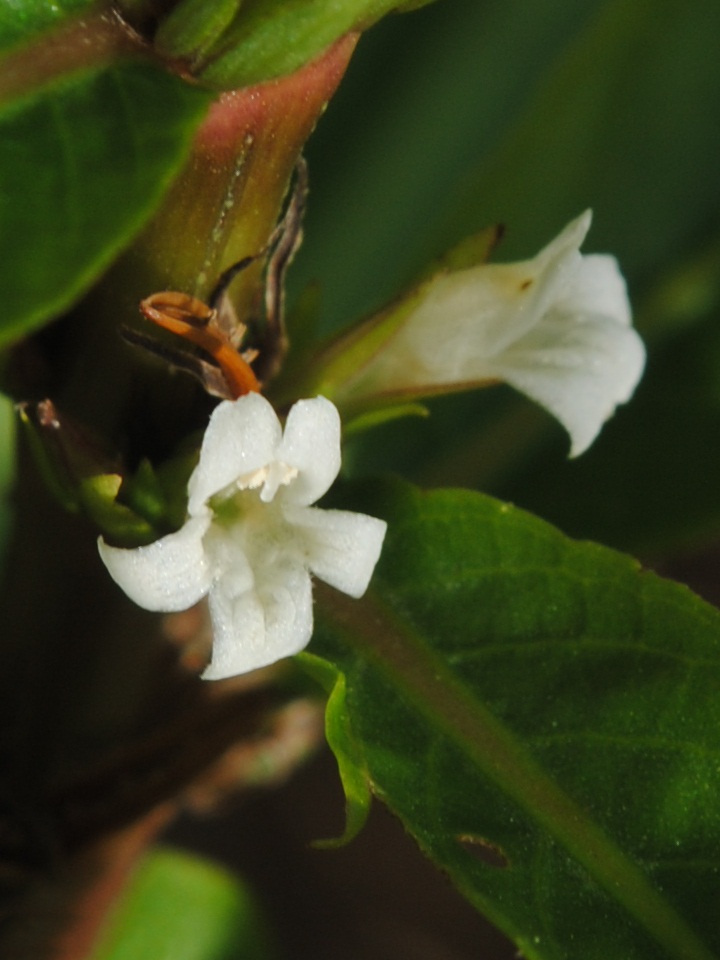
Hygrophila guianensis
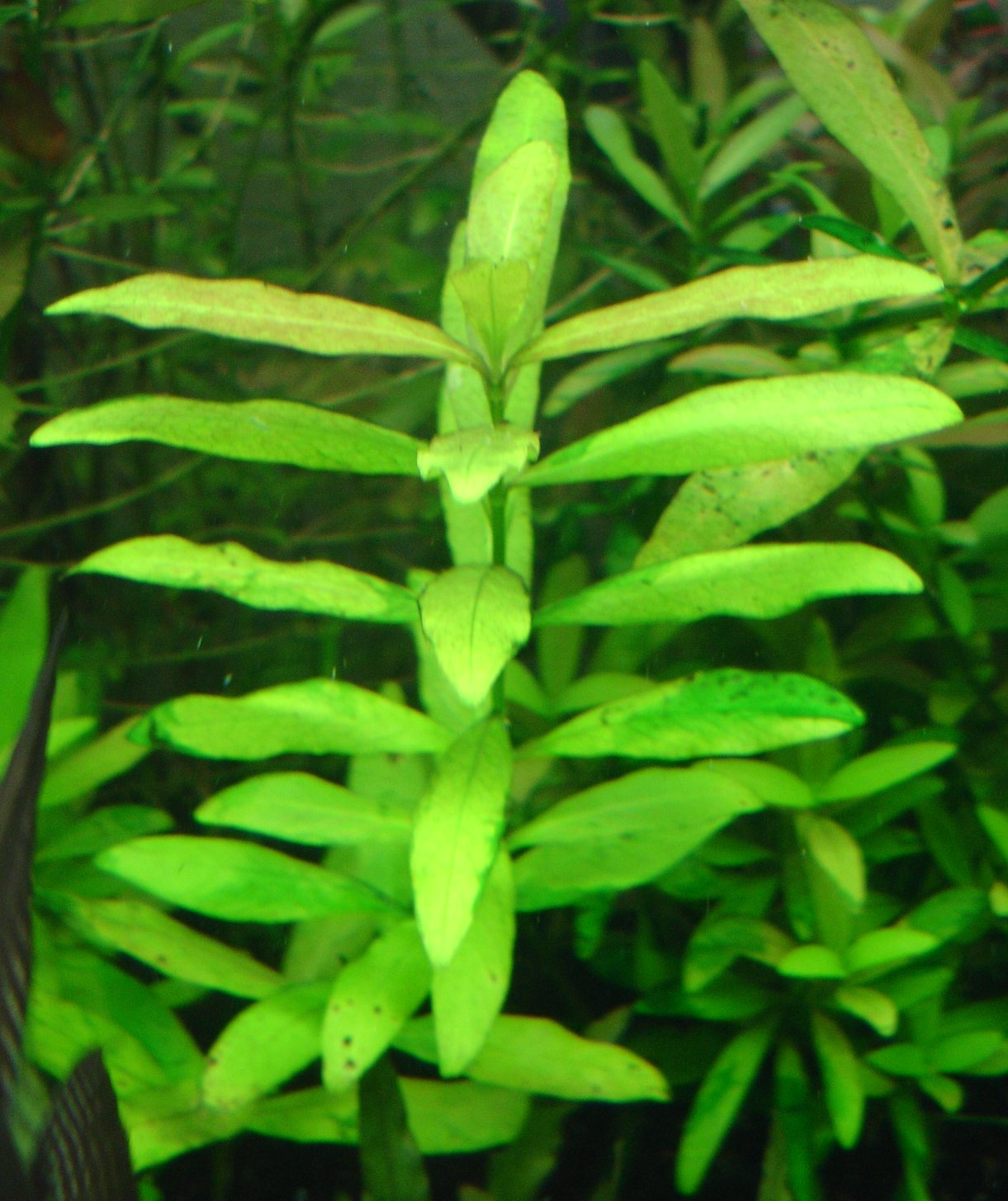
Hygrophila polysperma

### Filogenesi
Nell'ambito della tribù Ruellieae la sottotribù Hygrophilinae occupa da un punto di vista filogenetico una posizione abbastanza centrale e risulta "gruppo fratello" alle due sottotribù Petalidiinae e Mimulopsidinae; insieme formano il gruppo filogenetico "Hygrophilinae+(Petalidiinae+Mimulopsidinae)". Queste tre sottotribù insieme alle sottotrotribù Strobilanthinae e Trichantherinae formano inoltre una "politomia basale" all'interno delle Ruellieae. In questo gruppo le Hygrophilinae (insieme alle Strobilanthinae) hanno le antere prive di appendici basali (mentre le specie delle altre tre sottotribù ne sono provviste); e sempre le Hygrophilinae (insieme alle Trichantherinae e le Strobilanthinae) hanno il polline di tipo colpoporato (nelle altre due sottotribù il polline è solamente porato). Inoltre piante con polline 12-pseudocolpoporato si trovano nel gruppo "Hygrophilinae+(Petalidiinae+Mimulopsidinae)"; questo è un carattere che viene ipotizzato essere diagnostico per tale gruppo. Un altro carattere di questo gruppo (e quindi della sottotribù Hygrophilinae) è la configurazione a spina di pesce delle corolle, che presumibilmente funziona come guida al nettare per gli insetti pronubi.
All'interno della sottotribù, dalle analisi filogenetiche risulta che il genere Brillantaisia è monofiletico, mentre il genere Hygrophila non lo è. Caratteri diagnostici per il genere Hygrophila sono il polline 4-colpoporato e le antere non attaccate. Mentre il genere Brillantaisia è caratterizzato dal labbro superiore della corolla compresso lateralmente (forma un cappuccio prominente), dall'androceo formato da due stami fertili e due staminoidi e capsule allungate contenenti non meno di 12 semi.